# Cột sống
Cột sống còn được gọi là xương sống là một cấu trúc xương được tìm thấy trong động vật có xương. Nó được hình thành từ các xương cá nhân gọi là đốt sống, tạo thành một ống sống, một khoang bao quanh và bảo vệ tủy sống.
Có khoảng 50.000 loài động vật có xương sống. Xương sống người là một trong những ví dụ điển hình nhất được nghiên cứu.

## Cấu trúc

Các vùng của cột sống

Trong giải phẫu người, cột sống hay xương sống bao gồm 33 đốt sống, xương cùng, các đĩa điệm cột sống, và xương cụt nằm ở phía lưng, tách biệt bởi các đĩa cột sống. Nó chứa và bảo vệ tủy sống bên trong ống tủy sống.

### Tên các phần của cột sống
Người trưởng thành có 33 đến 35 đốt sống
Các đốt sống riêng biệt được gọi tên tùy theo vùng và vị trí, từ trên xuống dưới là:
- Phần cổ (cervical): 7 đốt sống (C1–C7)
  - C1 được gọi là "atlas" và nâng đỡ đầu, C2 là "trục", và C7 là đốt sống cổ nhỏ hay đốt sống cổ thứ 7
  - Quá trình hình thành gai đốt sống chẻ đôi không ở C1 và C7
  - Chỉ có đốt sống cụt có lỗ ngang
  - Thân nhỏ
- Phần ngực (thoracic): 12 đốt (T1–T12)
  - Được phân biệt bởi sự có mặt của các mặt (khớp) biên để nối phần đầu của các xương sườn
  - Kích thước đốt trung bình giữa đốt sống lưng và cổ
- Phần thắt lưng (lumbar): 5 đốt (L1–L5)
  - Có kích thước lớn
  - không có các mặt khớp biên cũng không có hình thành lỗ ngang
- Đốt sống cùng (pelvic): 5 (hợp nhất) đốt (S1–S5)
- Xương cụt: 4 (3–5) (hợp nhất) đốt (xương đuôi)

Vòm nhô ra từ phía trên cùng và dưới cùng của centrum, và các quá trình khác nhau chiếu từ centrum và/hoặc vòm. Một vòm kéo dài từ phía trên cùng của centrum được gọi là một kiến trúc thần kinh, trong khi các kiến trúc thuộc về huyết mạch hoặc chevron được tìm thấy bên dưới centrum ở đuôi (đuôi) đốt sống của cá, hầu hết các loài bò sát, một số loài chim, một số loài khủng long và một số động vật có vú có đuôi dài. Các quá trình đốt sống có thể nhượng bộ sự cứng nhắc cơ cấu, giúp họ khớp với xương sườn, hoặc phục vụ như là điểm gắn cơ bắp. Các loại phổ biến là quá trình theo chiều ngang, diapophyses, parapophyses, và zygapophyses (cả zygapophyses sọ và zygapophyses đuôi).

## Phân loại
Các centra của đốt sống có thể được phân loại dựa trên sự kết hợp của các yếu tố của nó. Trong aspidospondyly, xương như quá trình spinous, các pleurocentrum và intercentrum là ossifications riêng biệt. Các yếu tố hợp nhất, tuy nhiên, phân loại một đốt xương sống là có holospondyly.
Một đốt xương sống cũng có thể được miêu tả bằng những hình dạng của các đầu của centra. Centra với đầu phẳng là acoelous, như những người ở động vật có vú. Những đầu phẳng của centra là đặc biệt tốt trong việc hỗ trợ và phân phối lực nén. Đốt sống Amphicoelous có centra với cả hai đầu lõm. Hình dạng này thường gặp ở cá, nơi chuyển động nhất là hạn chế. Amphicoelous centra thường được tích hợp với một dây sống đầy đủ. Procoelous đốt sống là gương lõm và lồi về phía trước ra phía sau. Chúng được tìm thấy ở ếch và các loài bò sát hiện đại. Đốt sống Opisthocoelous là những đối diện, sở hữu trước lồi và lõm sau. Chúng được tìm thấy ở loài kỳ nhông, và trong một số khủng long. Đốt sống Heterocoelous đã yên hình bề mặt khớp. Kiểu cấu hình này được nhìn thấy trong con rùa rút cổ của họ, và các loài chim, bởi vì nó cho phép các bên và dọc chuyển động uốn rộng mà không kéo dài các dây thần kinh, quá rộng rãi hoặc vắt nó về trục dài.

### Đốt sống vùng
Động vật có xương được định nghĩa bởi các vùng của cột sống mà chúng xuất hiện trong. Đốt sống cổ tử cung là những người ở vùng cổ. Ngoại trừ hai con lười chi (Choloepus và Bradypus) và các chi lợn biển, (Trichechus), [2] tất cả các động vật có vú có bảy đốt sống cổ tử cung. [3] Trong vật có xương sống khác, số lượng các đốt sống cổ tử cung có thể từ một đốt xương sống duy nhất ở động vật lưỡng cư, đến bao nhiêu là 25 trong những con thiên nga hay 76 trong xà đầu long tuyệt chủng Elasmosaurus. Phạm vi lưng đốt sống từ dưới cùng của cổ đến đỉnh của xương chậu. Vây lưng đốt sống gắn liền với các xương sườn được gọi là đốt sống ngực, trong khi những người không có xương sườn được gọi là đốt sống thắt lưng. Các đốt sống xương cùng những người ở vùng xương chậu, và từ một trong các loài lưỡng cư, hai trong hầu hết các loài chim và các loài bò sát hiện đại, hoặc lên đến 3-5 ở động vật có vú. Khi có nhiều đốt sống xương cùng được hợp nhất thành một cấu trúc thống nhất, nó được gọi là xương cùng. Các synsacrum là một cấu trúc tương tự như hợp nhất được tìm thấy trong các loài chim gồm có xương cùng, thắt lưng, và một số các lồng ngực và đốt sống đuôi, cũng như sự gắn kết vùng chậu. Đuôi đốt sống soạn đuôi, vài thức có thể được hợp nhất thành các pygostyle ở chim, hoặc vào xương cụt hoặc đuôi xương ở tinh tinh (và con người).

## Cột sống của con người
Cột sống của con người thường bao gồm 33 đốt sống; phía trên 24 được khớp nối đốt sống, cách nhau bằng đĩa đệm và thấp hơn chín được trộn, năm hợp nhất trong xương cùng và bốn trong xương cụt. Nó cung cấp ống sống, trong đó nhà ở và bảo vệ tủy sống. Nó thường được gọi là cột sống, hoặc chỉ đơn giản là xương sống.
Các đốt sống có khớp nối được nhóm lại thành các khu vực của nó; có bảy đốt sống cổ (C1 đến C7); mười hai đốt sống ngực (T1 đến T12); và năm đốt sống thắt lưng trên xương chậu (L1 đến L5).
Con số này đôi khi được tăng lên bởi một đốt xương sống thêm trong một khu vực, hoặc nó có thể được giảm bớt trong một khu vực, sự thiếu hụt này thường được cung cấp bởi một đốt xương sống bổ sung trong một. Tổng số đốt sống cổ được, tuy nhiên, rất hiếm khi tăng hoặc giảm bớt.

## Biến thể

### Cá và động vật lưỡng cư
Một đốt xương sống (đường kính 5 mm) của một con cá vây tia nhỏ
Xem thêm: đốt sống cá
Các đốt sống của cá thùy vây bao gồm ba yếu tố xương rời rạc. Vòm đốt sống bao quanh tủy sống, và là hình thức tương tự nhau được tìm thấy trong hầu hết các vật có xương sống khác. Ngay bên dưới vòm nằm một pleurocentrum tấm nhỏ giống như, bảo vệ bề mặt trên của dây sống, và dưới đó, một intercentrum vòm hình lớn hơn để bảo vệ biên giới thấp hơn. Cả hai cấu trúc này được nhúng vào trong một khối hình trụ duy nhất của sụn. Một sự sắp xếp tương tự cũng được tìm thấy trong các Labyrinthodonts nguyên thủy, nhưng trong dòng tiến hóa đã dẫn đến các loài bò sát (và do đó, cũng với động vật có vú và chim), các intercentrum đã trở thành một phần hoặc hoàn toàn thay thế bằng một pleurocentrum mở rộng, do đó đã trở thành thân sống xương. [5] Trong hầu hết các loài cá vây tia, bao gồm tất cả teleosts, hai cấu trúc này được hợp nhất với, và nhúng vào bên trong, một mảnh xương rắn bề ngoài tương tự như thân sống động vật có vú. Trong các loài lưỡng cư sống, đơn giản là một mảnh hình trụ của xương dưới vòm đốt sống, không có dấu vết của các yếu tố riêng biệt hiện diện trong các động vật bốn chân sớm. [5]
Trong cá sụn như cá mập, các đốt sống bao gồm hai ống sụn. Các ống trên được hình thành từ các vòm đốt sống, nhưng cũng bao gồm các cấu trúc sụn thêm điền vào khoảng trống giữa các đốt sống, và như vậy bao quanh tủy sống trong một vỏ bọc về cơ bản liên tục. Các ống thấp bao quanh dây sống, và có một cấu trúc phức tạp, thường bao gồm nhiều lớp vôi hóa. [5]
Cá mút đá có mái vòm đốt sống, nhưng không giống như các thân đốt sống được tìm thấy trong tất cả các động vật có xương cao hơn. Ngay cả các vòm là không liên tục, bao gồm các phần riêng biệt của sụn vòm hình xung quanh tủy sống ở hầu hết các bộ phận của cơ thể, thay đổi để dải dài của sụn ở trên và dưới trong khu vực đuôi. Hagfishes thiếu một cột sống chân thật, và do đó không được coi là đúng vật có xương sống, nhưng một vài vòm thần kinh nhỏ xíu có mặt ở đuôi. [5]

### Động vật có xương sống khác

Giải phẫu cột sống của một đốt sống ở người

Cấu trúc chung của đốt sống con người là khá điển hình đó được tìm thấy trong động vật có vú, bò sát, và các loài chim. Hình dạng của thân sống hiện, tuy nhiên, khác nhau đôi chút giữa các nhóm khác nhau. Trong động vật có vú, chẳng hạn như con người, nó thường có bề mặt trên và dưới bằng phẳng, trong khi ở các loài bò sát mặt trước thường có một ổ cắm lõm vào đó khuôn mặt lồi mở rộng của thân sống tiếp theo phù hợp. Ngay cả các mẫu đều chỉ khái quát, tuy nhiên, và có thể có sự thay đổi trong hình thức của các đốt sống dọc theo chiều dài của cột sống, ngay cả trong một loài duy nhất. Một số biến thể khác thường bao gồm các ổ cắm yên hình giữa các đốt sống cổ tử cung của các loài chim và sự hiện diện của một kênh rỗng hẹp chạy xuống trung tâm của thân đốt sống của tắc kè và tuataras, có chứa một phần còn lại của dây sống. [5]
Bò sát thường giữ lại intercentra nguyên thủy, trong đó có mặt như là yếu tố xương lưỡi liềm nhỏ nằm giữa các cơ quan của đốt sống liền kề; cấu trúc tương tự thường được tìm thấy trong các đốt sống đuôi của động vật có vú. Ở đuôi, chúng được gắn vào xương chevron hình gọi là vòm thuộc về huyết mạch, trong đó đính kèm dưới gốc của cột sống, và giúp hỗ trợ cho các cơ bắp. Những xương sau này có thể là tương đồng với các xương sườn bụng cá. Số lượng các đốt sống trong xương sống của loài bò sát là biến đổi cao, và có thể là vài trăm trong một số loài rắn. [5]
Ở loài chim, có một số biến của các đốt sống cổ tử cung, thường tạo thành phần duy nhất thực sự linh hoạt của cột sống. Các đốt sống ngực được hợp nhất một phần, cung cấp một cú đúp rắn cho cánh trong chuyến bay. Các đốt sống xương cùng được hợp nhất với các đốt sống thắt lưng, và một số đốt sống ngực và đuôi, để tạo thành một cấu trúc thống nhất, các synsacrum, mà là như vậy, có chiều dài tương đối lớn hơn xương cùng của động vật có vú. Ở loài chim sinh sống, các đốt sống đuôi còn lại được hợp nhất thành một xương hơn nữa, pygostyle, để gắn các lông đuôi. [5]
Bên cạnh đuôi, số lượng các đốt sống ở động vật có vú nói chung là tương đối ổn định. Có hầu như luôn luôn bảy đốt sống cổ tử cung (con lười và lợn biển là một trong số ít các trường hợp ngoại lệ), tiếp theo là khoảng hai mươi hoặc lâu hơn nữa đốt sống, chia giữa ngực và thắt lưng dạng, tùy thuộc vào số lượng các xương sườn. Thông thường có ba đến năm đốt sống với xương cùng, và bất cứ điều gì lên đến năm mươi đốt sống đuôi. [5]

### Khủng long
Cột sống ở loài khủng bao gồm các thư cổ tử cung (cổ), lưng (back), xương cùng (hông), và đuôi (đuôi) đốt sống. Đốt sống khủng long có tính năng gọi là pleurocoels, đó là áp thấp rỗng trên các phần bên của đốt sống, trong đó phục vụ để giảm trọng lượng của các xương này mà không bị mất sức mạnh. Nhiều nhà nghiên cứu cho rằng những pleurocoels đã được lấp đầy với các túi khí, trong đó sẽ có tiếp tục giảm cân. Trong khủng long sauropod, các vật có xương sống lớn nhất được biết đến đất đai, pleurocoels có thể giảm trọng lượng của con vật hơn một tấn trong một số trường hợp, một thích nghi tiến hóa tiện dụng ở động vật đã lên đến hơn 30 mét chiều dài. Trong nhiều hadrosaur và theropod khủng long, các đốt sống đuôi được gia cố bởi gân cứng nhắc. Sự hiện diện của ba hoặc nhiều đốt sống xương cùng, gắn với xương hông, là một trong những đặc điểm xác định của loài khủng long. Các condyle chẩm là một cấu trúc trên phần sau của hộp sọ của một con khủng long mà khớp với các đốt sống cổ tử cung đầu tiên. [6]